# SingStar Turkish Party
SingStar Turkish Party es la sexta entrega exclusiva lanzada en Alemania y resto de países colindantes de lengua alemana. Se trata de una localización de 30 temas procedentes del panorama turco. Es muy parecido al ya lanzado en Reino Unido, SingStar Bollywood, solo que en este, la localización de canciones se ha hecho en Turquía y no en la India. 
Por el momento, esta versión será distribuida en Alemania, Suiza (alemana), Austria y el Luxemburgo alemán.

## SingStar Turkish PartyLista de canciones
| SingStar Turkish Party |                              |
| Alisan                 | "Olay Bitmiftir"             |
| Ankarali Namik         | "Hovarda"                    |
| Burcu Günes            | "Cile Bülbülüm"              |
| Demet Akalin           | "Tatil"                      |
| Ferda Anil Yarkin      | "Ayrilmayalim"               |
| Ferdi Tayfur           | "Cicekler Acsin"             |
| Gülben Ergen           | "Süpriz"                     |
| Gülsen                 | "Of Of"                      |
| Gündogarken            | "Elimde Olsaydi"             |
| Hande Yener            | "Kirmizi"                    |
| Ibrahim Tatlises       | "Agri Dagin Eteginde"        |
| Kargo                  | "Ates Ve Su"                 |
| Kayahan                | "Feninle Her Seye Varim Ben" |
| Kenan Dogulu           | "Bas Harfi Ben"              |
| Kutsi                  | "Sana Ne"                    |
| Meyra                  | "Efendim"                    |
| Mor Ve Ötsi            | "Cambaz"                     |
| Muazzez Ersoy          | "Emanet"                     |
| Murat Boz              | "Püf"                        |
| Mustafa Sandal         | "Indir"                      |
| Mustafa Sandal         | "Isyankar"                   |
| Öykü & Berk            | "Evlerinin Önü Boyal"        |
| Rober Hatemo           | "Senden Cok Var"             |
| Seda Sayan             | "Bebegim"                    |
| Sezen Aksu             | "Sarki Söylemek Lazim"       |
| Tarkan                 | "Kuzu Kuzu"                  |
| Tarkan                 | "Simarik"                    |
| Teoman & Sezen Aksu    | "Paratarca"                  |
| Yildiz Tilbe           | "Ben Senin Var Ya"           |
| Yurtfeven Kardefler    | "Simdi Halay Zamani"         |